# Dorset (fårras)
För andra betydelser av namnet Dorset, se Dorset (olika betydelser).

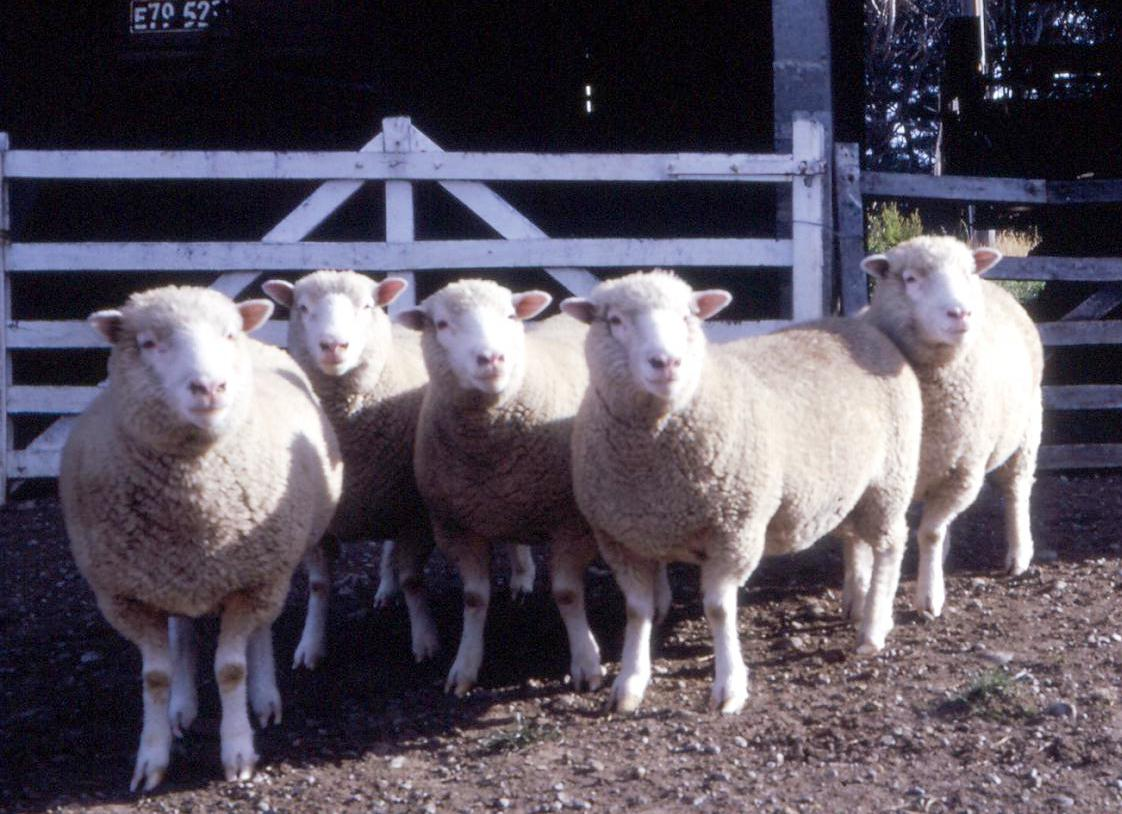
Dorsetfår.

Dorset är en fårras som avlades fram under andra halvan av 1800-talet, sannolikt baserad på korsningar mellan Merion och hornraser från Wales. Resultatet blev ett vitt eller kulligt får, med eller utan horn.
Dorset tillhör den tyngre köttrastypen och används såväl för kött-, mjölk- som ullproduktion. En renrasig dorsetbagge väger cirka 100 kg och en tacka runt 80 kg. Till skillnad från flera andra raser är Dorsets sexualsäsong är inte säsongsbunden, vilken gör att dorset kan lamma året om. Detta skapar bland annat fördelar om behovet av kött, mjölk och ull är konstant över året.
I Sverige fanns det år 2007 ca 500 dorsettackor.